# Flughafen Konya

i8
i11
i13
Der Flughafen Konya (türkisch Konya Havalimanı, IATA-Code: KYA, ICAO-Code: LTAN) ist ein türkischer Flughafen mit internationalem Status nahe der Stadt Konya. Er wird durch die staatliche DHMI betrieben.

## Geschichte
Der Flughafen wurde 2000 dem Betrieb übergeben und wird sowohl zivil als auch von den türkischen Luftstreitkräften genutzt. Er verfügt über einen Terminal mit einer Kapazität von 2.000.000 Passagieren im Jahr und eine befestigte Start- und Landebahn, die jedoch kein Instrumentenfluglandesystem (ILS) besitzt. Das Vorfeld hat eine Größe von 150 × 120 Meter und kann zwei Verkehrsflugzeuge aufnehmen.
Die Millionenstadt Konya liegt etwa 14 Kilometer südöstlich. Sie ist wie auch Teile der sie umgebenden Region, mit Taxi, Privatwagen oder Reisebus und Flughafenshuttlebus zu erreichen. Vor dem Terminal gibt es einen Parkplatz, der für 278 Autos ausgelegt ist.

## Fluggesellschaften und Ziele
Es wird Istanbul sowie vereinzelt Ziele in Mitteleuropa angeflogen.